# Almásfüzitő, Komárom-Esztergom
Almásfüzitő  este un sat în districtul Komárom, județul Komárom-Esztergom, Ungaria, având o populație de 2.065 de locuitori (2011). 

## Demografie
Componența etnică a satului Almásfüzitő
     Maghiari (96,77%)
     Romi (1,15%)
     Necunoscut (0,47%)
     Alții (1,62%)
Componența confesională a satului Almásfüzitő
     Romano-catolici (30,7%)
     Fără religie (27,12%)
     Reformați (13,22%)
     Atei (1,84%)
     Luterani (1,16%)
     Necunoscută (25,62%)
     Greco-catolici (0,34%)
     Alte religii (1,02%)
Conform recensământului din 2011, satul Almásfüzitő avea 2.065 de locuitori. Din punct de vedere etnic, majoritatea locuitorilor (96,77%) erau maghiari, cu o minoritate de romi (1,15%). Apartenența etnică nu este cunoscută în cazul a 0,47% din locuitori. Nu există o religie majoritară, locuitorii fiind romano-catolici (30,7%), persoane fără religie (27,12%), reformați (13,22%), atei (1,84%) și luterani (1,16%). Pentru 25,62% din locuitori nu este cunoscută apartenența confesională.